# 민트패스
민트패스(Mintpass, 대표이사 양덕준)는 네트워크 기기 단말 제조 전문회사이다.
이 회사는, 아이리버의 전(前)대표이사인 양덕준이 창립하였으며, 이른바, '네트워크 디바이스 전문업체'를 표명하였다. 민트패스는 자사의 네트워크 단말기인 '민트패드'를 제조, 판매하고 있으며, 이기기는 네트워크 기기의 특성중 하나인 '메모'를 주기능으로 표방, 판매하고 있다.
2010년 8월 31일자로 폐업처리되었으며, 사후처리 및 지원은 페이도스로 넘어간 상태이다.